# Tremex fuscicornis
Tremex fuscicornis is een vliesvleugelig insect uit de familie van de houtwespen (Siricidae). De wetenschappelijke naam van de soort is voor het eerst geldig gepubliceerd in 1787 door Fabricius.